# Achilles '29 in het seizoen 2010/11
In het seizoen 2010/11 kwam de Nederlandse voetbalclub Achilles '29 uit in de Topklasse Zondag, hierin werd het tweede achter FC Oss. De club speelde de eerste officiële wedstrijd tegen EVV Echt in deze Topklasse. De club werd voor de landelijke KNVB beker in de 1/8 finale tegen RKC Waalwijk uitgeschakeld. Achilles '29 wist echter wel de regionale Districtsbeker te winnen in de finale tegen dorpsgenoot en aartsrivaal De Treffers. De laatste officiële wedstrijd van het seizoen werd gespeeld om de KNVB beker voor amateurs tegen Harkemase Boys. De wedstrijd werd met 1-0 gewonnen, dus mochten de Groesbekers voor het eerst in de geschiedenis deze beker in ontvangst nemen. Dit seizoen was het negende seizoen onder de hoede van hoofdtrainer Eric Meijers en het eerste seizoen in de Topklasse Zondag, nadat de Heikanters vorig jaar derde werden achter kampioen De Treffers en FC Lienden in de Hoofdklasse C en zich zo wisten te plaatsen voor de nieuwe Topklasse Zondag.

## Selectie 2010/11

### Topscorers
Hieronder staan de topscorers per 18 juni 2011. Indien er een gelijke stand was in het totaal aantal gescoorde doelpunten werd de persoon met de meeste doelpunten in de Topklasse Zondag eerst genoemd, daarna doelpuntenmakers in de KNVB beker, dan mensen die wisten te scoren in de districtsbeker en als laatste op het aantal doelpunten om de KNVB beker voor amateurs. Eigen doelpunten gescoord door de tegenstander kwamen niet hoger in de tabel te staan.
| #                           | Naam                        | Top-klasse | KNVB beker | Distr.-beker | KNVB amat. | Totaal |
| --------------------------- | --------------------------- | ---------- | ---------- | ------------ | ---------- | ------ |
| 1                           | Frank Hol                   | 14         | 2          | 5            | 0          | 21     |
| 2                           | Ivo Rigter                  | 12         | 4          | 1            | 0          | 17     |
| 3                           | Thijs Hendriks              | 7          | 2          | 3            | 0          | 12     |
| 4                           | Peter van Putten            | 4          | 2          | 2            | 1          | 9      |
| 5                           | Daniël van Straaten         | 5          | 1          | 0            | 0          | 6      |
| 5                           | Tim Verhoeven               | 2          | 2          | 2            | 0          | 6      |
| 5                           | Mark van Haarlem            | 2          | 0          | 4            | 0          | 6      |
| 8                           | Gradus Hempenius            | 1          | 2          | 2            | 0          | 5      |
| 9                           | Tim Sanders                 | 2          | 0          | 0            | 0          | 2      |
| 9                           | Sebastiaan Goderie          | 1          | 0          | 1            | 0          | 2      |
| 9                           | Twan Smits                  | 1          | 0          | 1            | 0          | 2      |
| 12                          | Joey Nillessen1             | 0          | 0          | 1            | 0          | 1      |
| 12                          | Niels Thijssen1             | 0          | 0          | 1            | 0          | 1      |
| 12                          | Willem Korsten              | 0          | 0          | 0            | 1          | 1      |
| Eigen doelpunt tegenstander | Eigen doelpunt tegenstander | 1          | 0          | 0            | 0          | 1      |
| Totaal                      | Totaal                      | 52         | 15         | 23           | 2          | 92     |

1 Joey Nillessen en Niels Thijssen spelen in het tweede elftal van Achilles '29. Zij wisten in de wedstrijd tegen VV Gendringen beiden eenmaal te scoren

### Complete selectie
| Rugnr. | Naam               | Nationaliteit | Positie      |
| ------ | ------------------ | ------------- | ------------ |
| 1      | Stefan Kersten     | Nederland     | Doelman      |
| 2      | Djimmie van Putten | Nederland     | Verdediger   |
| 3      | Roy Grootaert      | Nederland     | Verdediger   |
| 4      | Maarten Smulders   | Nederland     | Verdediger   |
| 5      | Tim Konings        | Nederland     | Verdediger   |
| 6      | Arjan Goorman      | Nederland     | Middenvelder |
| 7      | Peter Hendriks     | Nederland     | Verdediger   |
| 8      | Twan Smits (vice-) | Nederland     | Middenvelder |
| 9      | Ivo Rigter         | Nederland     | Aanvaller    |
| 10     | Thijs Hendriks     | Nederland     | Aanvaller    |
| 11     | Tim Verhoeven      | Nederland     | Verdediger   |
| 12     | Tim Sanders        | Nederland     | Verdediger   |

| Rugnr. | Naam                | Nationaliteit | Positie      |
| ------ | ------------------- | ------------- | ------------ |
| 13     | Barry Ditewig       | Nederland     | Doelman      |
| 14     | Frank Hol           | Nederland     | Aanvaller    |
| 15     | Chaimil Mormon      | Nederland     | Middenvelder |
| 16     | Mark van Haarlem    | Nederland     | Aanvaller    |
| 17     | Sebastiaan Goderie  | Nederland     | Middenvelder |
| 18     | Gradus Hempenius    | Nederland     | Aanvaller    |
| 19     | Luuk d'Hooghe       | Nederland     | Aanvaller    |
| 20     | Peter van Putten    | Nederland     | Middenvelder |
| 21     | Laurens Rijnbeek    | Nederland     | Verdediger   |
| 22     | Bart van de Beek    | Nederland     | Doelman      |
| 23     | Daniël van Straaten | Nederland     | Middenvelder |
| 24     | Willem Korsten      | Nederland     | Aanvaller    |

### Aangetrokken en vertrokken spelers
| Naam                | Nationaliteit | Positie      | Afkomstig van             |
| ------------------- | ------------- | ------------ | ------------------------- |
| Barry Ditewig       | Nederland     | Doelman      | ADO Den Haag              |
| Sebastiaan Goderie  | Nederland     | Middenvelder | N.E.C./FC Oss             |
| Arjan Goorman       | Nederland     | Middenvelder | SV Babberich              |
| Mark van Haarlem    | Nederland     | Aanvaller    | SV Juliana '31            |
| Frank Hol           | Nederland     | Aanvaller    | FC Lienden                |
| Tim Konings         | Nederland     | Verdediger   | VV De Bataven             |
| Willem Korsten      | Nederland     | Aanvaller    | 1                         |
| Peter van Putten    | Nederland     | Middenvelder | Dijkse Boys               |
| Laurens Rijnbeek    | Nederland     | Verdediger   | VV De Bataven             |
| Tim Sanders         | Nederland     | Verdediger   | SV Hönnepel-Niedermörmter |
| Daniël van Straaten | Nederland     | Middenvelder | SV Juliana '31            |

| Naam               | Nationaliteit | Positie      | Vertrekkend naar |
| ------------------ | ------------- | ------------ | ---------------- |
| Vince van Gelder   | Nederland     | Verdediger   | SV Orion         |
| Michael Jaliens    | Nederland     | Verdediger   | SV Babberich     |
| Thom Jochoms       | Nederland     | Middenvelder | VV Germania      |
| Jasper Kerkhoff    | Nederland     | Aanvaller    | Groesbeekse Boys |
| Roy Landers        | Nederland     | Verdediger   | OJC Rosmalen     |
| Patrick van Leeuwe | Nederland     | Aanvaller    | VV Germania      |
| Maik Ligtenbelt    | Nederland     | Doelman      | VV Trekvogels    |
| Gijs Rikken        | Nederland     | Verdediger   | Groesbeekse Boys |
| Bert Wannet        | Nederland     | Aanvaller    | VV Union         |

1 Willem Korsten voegde zich halverwege het seizoen zich bij de selectie. Hij was meerdere jaren clubloos voordat hij mee ging trainen.

### Technische staf
| Naam           | Nationaliteit | Functie           |
| -------------- | ------------- | ----------------- |
| Eric Meijers   | Nederland     | Hoofdtrainer      |
| Frans Derks    | Nederland     | Assistent-trainer |
| Twan Centen    | Nederland     | Keeperstrainer    |
| Bart Potjes    | Nederland     | Verzorger         |
| Jos Poelen     | Nederland     | Fysiotherapeut    |
| Leon Wijers    | Nederland     | Elftalleider      |
| Arno Nillessen | Nederland     | Materiaalman      |
| Vincent Esveld | Nederland     | Teammanager       |

## KNVB beker
In de eerste ronde voor de landelijke KNVB Beker speelden de Groesbekers tegen het Groningse PKC '83. De wedstrijd werd zonder al te veel moeite gewonnen.
|                            |                                                        |               |         |                                          |
| 25 augustus 2010 20:00 uur | Achilles '29                                           | 6 - 0 (4 - 0) | PKC '83 | Stadion: Sportpark De Heikant, Groesbeek |
| 25 augustus 2010 20:00 uur | Rigter T. Hendriks Hempenius P. Van Putten T. Hendriks | Verslag       |         | Stadion: Sportpark De Heikant, Groesbeek |
| 25 augustus 2010 20:00 uur |                                                        |               |         | Stadion: Sportpark De Heikant, Groesbeek |
| 25 augustus 2010 20:00 uur |                                                        |               |         | Stadion: Sportpark De Heikant, Groesbeek |
|                            |                                                        |               |         |                                          |

In de tweede ronde trof Achilles '29 FC Oss. Oss was tot het seizoen 2009/10 (als TOP Oss) eerstedivisionist, maar degradeerde door de invoering van de Topklasse. Door deze degradatie was de wedstrijd in de KNVB beker de eerste van drie wedstrijden tegen de Brabanders. Wegens hevige onweersbuien werd de wedstrijd tot tweemaal toe stilgelegd. De Heikanters wonnen de wedstrijd uiteindelijk met 2-0.
|                             |                            |               |        |                                          |
| 23 september 2010 20:00 uur | Achilles '29               | 2 - 0 (0 - 0) | FC Oss | Stadion: Sportpark De Heikant, Groesbeek |
| 23 september 2010 20:00 uur | P. Van Putten Van Straaten | Verslag       |        | Stadion: Sportpark De Heikant, Groesbeek |
| 23 september 2010 20:00 uur |                            |               |        | Stadion: Sportpark De Heikant, Groesbeek |
| 23 september 2010 20:00 uur |                            |               |        | Stadion: Sportpark De Heikant, Groesbeek |
|                             |                            |               |        |                                          |

In de derde ronde trof Achilles '29 een ploeg uit de Eredivisie: Heracles Almelo. De mannen van Eric Meijers speelden op 11 november 2011 op Sportpark De Heikant om 20:00 uur tegen de Tukkers. Het was precies twee jaar nadat Achilles '29 RKC Waalwijk wist uit te schakelen en zo voor het eerst in de 1/8 finale kwam (tegen latere landskampioen AZ). Achilles '29 kwam al vroeg op achterstand, maar wist er een gelijkspel uit te slepen. In de verlenging werd de bekerstunt compleet: 5-3. Door deze overwinning wist Achilles '29 voor de tweede maal in de geschiedenis de 1/8 finale van de KNVB beker te bereiken. Heracles Almelo was de vierde club uit het betaald voetbal die door de Groesbekers werd uitgeschakeld nadat eerder RBC Roosendaal, FC Volendam en RKC Waalwijk het moesten ontgelden.
|                            |                                                  |               |                         |                                          |
| 11 november 2010 20:00 uur | Achilles '29                                     | 5 - 3 (1 - 2) | Heracles Almelo         | Stadion: Sportpark De Heikant, Groesbeek |
| 11 november 2010 20:00 uur | Verhoeven (pen.) Rigter Hol Verhoeven (pen.) Hol | Verslag       | Douglas Everton Douglas | Stadion: Sportpark De Heikant, Groesbeek |
| 11 november 2010 20:00 uur |                                                  |               |                         | Stadion: Sportpark De Heikant, Groesbeek |
| 11 november 2010 20:00 uur |                                                  |               |                         | Stadion: Sportpark De Heikant, Groesbeek |
|                            |                                                  |               |                         |                                          |

Achilles trof in de 1/8 finale een oude bekende: RKC Waalwijk. De Brabanders werden twee jaar geleden verslagen in het Mandemakers Stadion waardoor de Groesbekers toen in de 1/8 finale stonden. Het was de derde keer dat de Witzwarten RKC tegenkwamen in de KNVB beker, nadat het in 2004 met 0-4 werd uitgeschakeld. De elf van Meijers wisten het lang vol te houden en kwam in de tweede helft zelfs 1-0 voor. Mark Janssen wist vlak voor tijd zijn team van een blamage te redden door te scoren, waardoor verlenging zou volgen. Janssen was opnieuw de grote man bij RKC nadat hij de 1-2 wist te maken. Later in die verlenging kreeg hij echter ook een rode kaart, waardoor Achilles de overhand kreeg. Rigter maakte hier gebruik van en wist er voor de Topklasser een laatste kans via strafschoppen uit te halen. Het mocht echter niet baten: RKC Waalwijk wist de penalty’s beter te nemen en zo de kwartfinale te bereiken. Doelman Ohad Levita was de grote man bij de Brabanders.
|                       |                                      |                                 |                                      |                                          |
| 18 januari 2011 20:00 | Achilles '29                         | 2 - 2 (0 - 0, 1 - 1) 1 - 3 pen. | RKC Waalwijk                         | Stadion: Sportpark De Heikant, Groesbeek |
| 18 januari 2011 20:00 | Hempenius Rigter                     | Verslag                         | Janssen                              | Stadion: Sportpark De Heikant, Groesbeek |
| 18 januari 2011 20:00 | Strafschoppen                        |                                 |                                      | Stadion: Sportpark De Heikant, Groesbeek |
| 18 januari 2011 20:00 | Van Straaten Konings Goorman Sanders |                                 | de Groot Boerrigter van Hout Meijers | Stadion: Sportpark De Heikant, Groesbeek |
|                       |                                      |                                 |                                      |                                          |

## Districtsbeker Oost
Voor de districtsbeker speelde het Groesbeekse elftal allereerst tegen SC Bemmel. De wedstrijd werd met 0-2 gewonnen.
|                           |                  |               |              |                                   |
| 23 oktober 2010 18:00 uur | Sportclub Bemmel | 0 – 2 (0 - 1) | Achilles '29 | Stadion: Sportpark Ressen, Bemmel |
| 23 oktober 2010 18:00 uur |                  | Verslag       | Rigter Hol   | Stadion: Sportpark Ressen, Bemmel |
| 23 oktober 2010 18:00 uur |                  |               |              | Stadion: Sportpark Ressen, Bemmel |
| 23 oktober 2010 18:00 uur |                  |               |              | Stadion: Sportpark Ressen, Bemmel |
|                           |                  |               |              |                                   |

Loting wees uit dat Achilles '29 het in de volgende ronde op moest nemen tegen VV Gendringen. De wedstrijd werd gespeeld op 14 december gespeeld op Sportpark De Heikant. Achilles versloeg de vierdeklasser met liefst 11-0. Opvallend was dat spits Ivo Rigter deze wedstrijd centraal in de verdediging stond en dat er vier spelers uit het tweede elftal meededen (3 ingevallen, 1 basisspeler).
|                            |                                                                                                 |                |               |                                          |
| 14 december 2010 20:00 uur | Achilles '29                                                                                    | 11 - 0 (4 - 0) | VV Gendringen | Stadion: Sportpark De Heikant, Groesbeek |
| 14 december 2010 20:00 uur | Hol Hempenius Hol Nillessen Smits Van Haarlem Thijssen Van Haarlem Van Haarlem (pen.) Hempenius | Verslag        |               | Stadion: Sportpark De Heikant, Groesbeek |
| 14 december 2010 20:00 uur |                                                                                                 |                |               | Stadion: Sportpark De Heikant, Groesbeek |
| 14 december 2010 20:00 uur |                                                                                                 |                |               | Stadion: Sportpark De Heikant, Groesbeek |
|                            |                                                                                                 |                |               |                                          |

Achilles hoefde geen (derde) tussenronde te spelen, dus hoefde pas weer in maart aan te treden voor de districtsbeker. Dit keer tegen Hoofdklasser VV Nunspeet. De wedstrijd in de vierde ronde werd met 2-4 gewonnen.
|                        |                     |             |                                 |                                           |
| 1 maart 2011 20:00 uur | VV Nunspeet         | 2 - 4 ( - ) | Achilles '29                    | Stadion: Sportpark De Wiltsangh, Nunspeet |
| 1 maart 2011 20:00 uur | Doelpunt · Doelpunt | Verslag     | Van Haarlem Goderie T. Hendriks | Stadion: Sportpark De Wiltsangh, Nunspeet |
| 1 maart 2011 20:00 uur |                     |             |                                 | Stadion: Sportpark De Wiltsangh, Nunspeet |
| 1 maart 2011 20:00 uur |                     |             |                                 | Stadion: Sportpark De Wiltsangh, Nunspeet |
|                        |                     |             |                                 |                                           |

In de vijfde ronde (1/8 finale) van de districtsbeker moest Achilles thuis tegen SP Silvolde spelen. Het was de 200e wedstrijd van Roy Grootaert. Tien minuten na rust scoorde Frank Hol het enige doelpunt van de wedstrijd: 1-0.
|                        |              |               |             |                                          |
| 4 april 2011 14:30 uur | Achilles '29 | 1 - 0 (0 - 0) | SP Silvolde | Stadion: Sportpark De Heikant, Groesbeek |
| 4 april 2011 14:30 uur | Hol          | Verslag       |             | Stadion: Sportpark De Heikant, Groesbeek |
| 4 april 2011 14:30 uur |              |               |             | Stadion: Sportpark De Heikant, Groesbeek |
| 4 april 2011 14:30 uur |              |               |             | Stadion: Sportpark De Heikant, Groesbeek |
|                        |              |               |             |                                          |

Op 25 april stond de kwartfinale tegen VV Berkum uit Zwolle op het programma. De Witzwarten mochten thuis aantreden, maar dit thuisvoordeel werd niet veel benut. Na 90 minuten stond een 2-2 stand op het scorebord, wat een strafschoppenreeks betekende. Na strafschoppen wisten de Groesbekers de winst te pakken en zo de halve finale te bereiken.
|                         |                                                        |                          |                                             |                                          |
| 25 april 2011 18:30 uur | Achilles '29                                           | 2 - 2 (1 - 1) 1 - 2 pen. | VV Berkum                                   | Stadion: Sportpark De Heikant, Groesbeek |
| 25 april 2011 18:30 uur | P. Van Putten T. Hendriks                              | Verslag                  | Van der Meulen (pen.) Van der Meulen (pen.) | Stadion: Sportpark De Heikant, Groesbeek |
| 25 april 2011 18:30 uur | Strafschoppen                                          |                          |                                             | Stadion: Sportpark De Heikant, Groesbeek |
| 25 april 2011 18:30 uur | Verhoeven D. Van Putten T. Hendriks Hempenius Smulders |                          | Roelofs Bizimana                            | Stadion: Sportpark De Heikant, Groesbeek |
|                         |                                                        |                          |                                             |                                          |

Op 10 mei kwam in het kader van de halve finale van de Districtsbeker Oost Sportclub N.E.C. (ook wel N.E.C. amateurs) op bezoek. Na 90 minuten stond er net zoals twee weken eerder een gelijke stand op het scorebord, dus werd de wedstrijd weer beslist met penalty's. Wederom was Achilles '29 de betere van de twee vanaf elf meter, waardoor het in de finale van de districtsbeker stond.
|                       |                                                           |                          |                 |                                          |
| 10 mei 2011 18:30 uur | Achilles '29                                              | 1 - 1 (1 - 0) 4 - 2 pen. | N.E.C. amateurs | Stadion: Sportpark De Heikant, Groesbeek |
| 10 mei 2011 18:30 uur | Verhoeven (pen.)                                          | Verslag                  | Booltink        | Stadion: Sportpark De Heikant, Groesbeek |
| 10 mei 2011 18:30 uur | Strafschoppen                                             |                          |                 | Stadion: Sportpark De Heikant, Groesbeek |
| 10 mei 2011 18:30 uur | Verhoeven Smulders Korsten Grootaert Smulders Van de Beek |                          | Breems Vintgens | Stadion: Sportpark De Heikant, Groesbeek |
|                       |                                                           |                          |                 |                                          |

In de finale van de districtsbeker troffen de Witzwarten een bekende: dorpsgenoot en aartsrivaal De Treffers. Beide clubs spelen in de Topklasse Zondag. Het was de derde en laatste keer van het seizoen dat de twee teams tegenover elkaar stonden in de Groesbeekse derby. Achilles wist De Treffers echter met enig gemak opzij te zetten: 0-2. Verhoeven maakte al na 7 minuten de openingsgoal in zijn 200e wedstrijd voor Achilles '29. Het was de tweede keer dat de Heikanters de Districtsbeker Oost in ontvangst mochten nemen, nadat Eric Meijers de Groesbekers in 2008 ook tot deze prestatie kon laten komen. Hiermee evenaarde Achilles de prestatie van dorpsgenoot VV Germania, iets wat ook aartsrivaal en verliezend finalist De Treffers zou weten te doen, twee jaar na Achilles.
|                       |                         |               |             |                                          |
| 28 mei 2011 17:00 uur | Achilles '29            | 2 - 0 (1 - 0) | De Treffers | Stadion: Sportpark De Heikant, Groesbeek |
| 28 mei 2011 17:00 uur | Verhoeven P. Van Putten | Verslag       | Suppers     | Stadion: Sportpark De Heikant, Groesbeek |
| 28 mei 2011 17:00 uur |                         |               |             | Stadion: Sportpark De Heikant, Groesbeek |
| 28 mei 2011 17:00 uur |                         |               |             | Stadion: Sportpark De Heikant, Groesbeek |
|                       |                         |               |             |                                          |

## KNVB beker voor amateurs
Door de winst van de Districtsbeker Oost, plaatste Achilles zich voor de KNVB beker voor amateurs. Loting wees uit dat de Witzwarten geen kwartfinale hoefde te spelen (er zijn zes districten, vier bekerwinnaars spelen kwartfinale, twee enkel halve). In deze halve finale zouden ze vervolgens FC Lisse treffen, die met 1-0 opzij werden gezet.
|                        |          |               |               |                                      |
| 11 juni 2011 14:30 uur | FC Lisse | 0 - 1 (0 - 0) | Achilles '29  | Stadion: Sportpark Ter Specke, Lisse |
| 11 juni 2011 14:30 uur |          | Verslag       | P. Van Putten | Stadion: Sportpark Ter Specke, Lisse |
| 11 juni 2011 14:30 uur |          |               |               | Stadion: Sportpark Ter Specke, Lisse |
| 11 juni 2011 14:30 uur |          |               |               | Stadion: Sportpark Ter Specke, Lisse |
|                        |          |               |               |                                      |

Voor de eerste maal in de geschiedenis plaatste Achilles zich voor de finale van de KNVB beker voor amateurs. Hierin trof het de winnaar van de Districtsbeker Noord: Harkemase Boys. De Friezen verweerden zich kranig, maar Willem Korsten maakte uiteindelijk toch de bevrijdende 1-0 voor de Heikanters. Achilles '29 won de landelijke amateurbeker en Harkemase Boys ging met lege handen terug naar Friesland. Het was overigens de eerste keer dat een Groesbeekse club de beker won.
|                        |              |               |                |                                          |
| 18 juni 2011 14:30 uur | Achilles '29 | 1 - 0 (0 - 0) | Harkemase Boys | Stadion: Sportpark De Heikant, Groesbeek |
| 18 juni 2011 14:30 uur | Korsten      | Verslag       |                | Stadion: Sportpark De Heikant, Groesbeek |
| 18 juni 2011 14:30 uur |              |               |                | Stadion: Sportpark De Heikant, Groesbeek |
| 18 juni 2011 14:30 uur |              |               |                | Stadion: Sportpark De Heikant, Groesbeek |
|                        |              |               |                |                                          |

## Topklasse zondag

### Programma
Hieronder is een overzicht van de wedstrijden die Achilles '29 speelde in de Topklasse zondag in het seizoen 2010/11. In de eerste wedstrijd verloor Achilles '29 gelijk de ongeslagen status. FC Oss zou deze uiteindelijk tot speelronde 8 weten te behouden.
|                            |              |               |         |                                          |
| 22 augustus 2010 14:30 uur | Achilles '29 | 0 - 1 (0 - 0) | EVV     | Stadion: Sportpark De Heikant, Groesbeek |
| 22 augustus 2010 14:30 uur |              | Verslag       | Derksen | Stadion: Sportpark De Heikant, Groesbeek |
| 22 augustus 2010 14:30 uur |              |               |         | Stadion: Sportpark De Heikant, Groesbeek |
| 22 augustus 2010 14:30 uur |              |               |         | Stadion: Sportpark De Heikant, Groesbeek |
|                            |              |               |         |                                          |

Op 29 augustus was Ivo Rigter de eerste speler van Achilles '29 die wist te scoren in de Topklasse, en was tegelijkertijd ook de eerste speler in de Topklasse Zondag die een hattrick wist te maken. Hij deed dit tegen FC Lienden. Historische doelpunten is Rigter niet vreemd, eerder scoorde hij ook al het 1000e doelpunt in de Hoofdklasse.
|                            |            |               |                     |                                         |
| 29 augustus 2010 14:30 uur | FC Lienden | 0 - 4 (0 - 3) | Achilles '29        | Stadion: Sportpark De Abdijhof, Lienden |
| 29 augustus 2010 14:30 uur |            | Verslag       | Rigter Smits Rigter | Stadion: Sportpark De Abdijhof, Lienden |
| 29 augustus 2010 14:30 uur |            |               |                     | Stadion: Sportpark De Abdijhof, Lienden |
| 29 augustus 2010 14:30 uur |            |               |                     | Stadion: Sportpark De Abdijhof, Lienden |
|                            |            |               |                     |                                         |

|                            |              |               |           |                                          |
| 1 september 2010 14:30 uur | Achilles '29 | 1 - 1 (1 - 1) | VV Gemert | Stadion: Sportpark De Heikant, Groesbeek |
| 1 september 2010 14:30 uur | Hol          | Verslag       | Becker    | Stadion: Sportpark De Heikant, Groesbeek |
| 1 september 2010 14:30 uur |              |               |           | Stadion: Sportpark De Heikant, Groesbeek |
| 1 september 2010 14:30 uur |              |               |           | Stadion: Sportpark De Heikant, Groesbeek |
|                            |              |               |           |                                          |

|                            |      |               |              |                                                  |
| 5 september 2010 14:30 uur | VVSB | 0 - 2 (0 - 0) | Achilles '29 | Stadion: Sportpark De Boekhorst, Noordwijkerhout |
| 5 september 2010 14:30 uur |      | Verslag       | Rigter Hol   | Stadion: Sportpark De Boekhorst, Noordwijkerhout |
| 5 september 2010 14:30 uur |      |               |              | Stadion: Sportpark De Boekhorst, Noordwijkerhout |
| 5 september 2010 14:30 uur |      |               |              | Stadion: Sportpark De Boekhorst, Noordwijkerhout |
|                            |      |               |              |                                                  |

Met 13 punten uit 5 wedstrijden, stond Achilles '29 tweede op doelsaldo, achter koploper FC Oss.
|                             |              |               |               |                                          |
| 12 september 2010 14:30 uur | Achilles '29 | 1 - 0 (1 - 0) | HVV Hollandia | Stadion: Sportpark De Heikant, Groesbeek |
| 12 september 2010 14:30 uur | Sanders      | Verslag       |               | Stadion: Sportpark De Heikant, Groesbeek |
| 12 september 2010 14:30 uur |              |               |               | Stadion: Sportpark De Heikant, Groesbeek |
| 12 september 2010 14:30 uur |              |               |               | Stadion: Sportpark De Heikant, Groesbeek |
|                             |              |               |               |                                          |

|                             |                             |               |              |                                           |
| 19 september 2010 14:30 uur | Amsterdamsche Football Club | 3 - 2 (1 - 1) | Achilles '29 | Stadion: Sportpark Goed Genoeg, Amsterdam |
| 19 september 2010 14:30 uur | Jansen Jens Jansen          | Verslag       | Hol          | Stadion: Sportpark Goed Genoeg, Amsterdam |
| 19 september 2010 14:30 uur |                             |               |              | Stadion: Sportpark Goed Genoeg, Amsterdam |
| 19 september 2010 14:30 uur |                             |               |              | Stadion: Sportpark Goed Genoeg, Amsterdam |
|                             |                             |               |              |                                           |

|                             |              |               |           |                                          |
| 26 september 2010 14:30 uur | Achilles '29 | 1 - 1 (0 - 0) | JVC Cuijk | Stadion: Sportpark De Heikant, Groesbeek |
| 26 september 2010 14:30 uur | Van Straaten | Verslag       | Hofmeijer | Stadion: Sportpark De Heikant, Groesbeek |
| 26 september 2010 14:30 uur |              |               |           | Stadion: Sportpark De Heikant, Groesbeek |
| 26 september 2010 14:30 uur |              |               |           | Stadion: Sportpark De Heikant, Groesbeek |
|                             |              |               |           |                                          |

|                          |            |               |              |                                         |
| 3 oktober 2010 14:30 uur | VV Baronie | 0 - 0 (0 - 0) | Achilles '29 | Stadion: Sportpark De Blauwe Kei, Breda |
| 3 oktober 2010 14:30 uur | Verslag    |               |              | Stadion: Sportpark De Blauwe Kei, Breda |
| 3 oktober 2010 14:30 uur |            |               |              | Stadion: Sportpark De Blauwe Kei, Breda |
| 3 oktober 2010 14:30 uur |            |               |              | Stadion: Sportpark De Blauwe Kei, Breda |
|                          |            |               |              |                                         |

|                           |              |               |                        |                                          |
| 10 oktober 2010 14:30 uur | Achilles '29 | 0 - 1 (0 - 0) | Haaglandia/Sir Winston | Stadion: Sportpark De Heikant, Groesbeek |
| 10 oktober 2010 14:30 uur |              | Verslag       | Sensoy                 | Stadion: Sportpark De Heikant, Groesbeek |
| 10 oktober 2010 14:30 uur |              |               |                        | Stadion: Sportpark De Heikant, Groesbeek |
| 10 oktober 2010 14:30 uur |              |               |                        | Stadion: Sportpark De Heikant, Groesbeek |
|                           |              |               |                        |                                          |

De wedstrijd tegen Dijkse Boys werd weliswaar met 5-0 gewonnen, maar zal niet meegeteld worden voor de eindklassering, omdat de Brabanders op 12 november uit de competitie zouden worden gehaald.
|                           |             |               |                                                      |                                          |
| 17 oktober 2010 14:30 uur | Dijkse Boys | 0 - 5 (0 - 2) | Achilles '29                                         | Stadion: Sportpark Berckendonck, Helmond |
| 17 oktober 2010 14:30 uur | Klaassen    | Verslag       | Van Haarlem Sanders Rigter P. Van Putten Van Haarlem | Stadion: Sportpark Berckendonck, Helmond |
| 17 oktober 2010 14:30 uur |             |               |                                                      | Stadion: Sportpark Berckendonck, Helmond |
| 17 oktober 2010 14:30 uur |             |               |                                                      | Stadion: Sportpark Berckendonck, Helmond |
|                           |             |               |                                                      |                                          |

Door blessures van zowel Barry Ditewig als Bart van de Beek stond Stefan Kersten op doel. De routinier was bezig aan zijn laatste seizoen en speelde net als het vorige seizoen slechts één officiële wedstrijd.
|                           |                                                  |               |           |                                          |
| 31 oktober 2010 14:30 uur | Achilles '29                                     | 2 - 1 (1 - 1) | Quick '20 | Stadion: Sportpark De Heikant, Groesbeek |
| 31 oktober 2010 14:30 uur | Van Halteren (e.d.) P. Hendriks Verhoeven (pen.) | Verslag       | Kamphuis  | Stadion: Sportpark De Heikant, Groesbeek |
| 31 oktober 2010 14:30 uur |                                                  |               |           | Stadion: Sportpark De Heikant, Groesbeek |
| 31 oktober 2010 14:30 uur |                                                  |               |           | Stadion: Sportpark De Heikant, Groesbeek |
|                           |                                                  |               |           |                                          |

Na een half uur spelen, stonden de Groesbekers al 2-0 voor tegen FC Hilversum, maar binnen enkele minuten wist Dion Glumac zijn club op gelijke hoogte te brengen en zo de eindstand op het scorebord te brengen.
|                           |                    |               |               |                                       |
| 7 november 2010 14:30 uur | FC Hilversum       | 2 – 2 (2 – 2) | Achilles '29  | Stadion: Sportpark Crailoo, Hilversum |
| 7 november 2010 14:30 uur | Rigter T. Hendriks | Verslag       | Glumac Glumac | Stadion: Sportpark Crailoo, Hilversum |
| 7 november 2010 14:30 uur |                    |               |               | Stadion: Sportpark Crailoo, Hilversum |
| 7 november 2010 14:30 uur |                    |               |               | Stadion: Sportpark Crailoo, Hilversum |
|                           |                    |               |               |                                       |

De wedstrijd tegen SV Argon zou eigenlijk 14 november worden gespeeld, maar wegens ongunstige weersomstandigheden werd de wedstrijd verzet naar 27 februari.
|                            |                         |               |           |                                          |
| 27 februari 2011 14:30 uur | Achilles '29            | 3 - 1 (0 - 0) | SV Argon  | Stadion: Sportpark De Heikant, Groesbeek |
| 27 februari 2011 14:30 uur | Rigter Hol Van Straaten | Verslag       | Van Essen | Stadion: Sportpark De Heikant, Groesbeek |
| 27 februari 2011 14:30 uur |                         |               |           | Stadion: Sportpark De Heikant, Groesbeek |
| 27 februari 2011 14:30 uur |                         |               |           | Stadion: Sportpark De Heikant, Groesbeek |
|                            |                         |               |           |                                          |

De eerste van drie derby's tussen Achilles '29 en De Treffers dit seizoen eindigde in 1-1 op De Heikant door een goal van Mark van Haarlem en het doelpunt in blessuretijd van Sherwin Grot.
|                            |              |               |             |                                          |
| 21 november 2010 14:30 uur | Achilles '29 | 1 - 1 (0 - 0) | De Treffers | Stadion: Sportpark De Heikant, Groesbeek |
| 21 november 2010 14:30 uur | Van Haarlem  | Verslag       | Grot        | Stadion: Sportpark De Heikant, Groesbeek |
| 21 november 2010 14:30 uur |              |               |             | Stadion: Sportpark De Heikant, Groesbeek |
| 21 november 2010 14:30 uur |              |               |             | Stadion: Sportpark De Heikant, Groesbeek |
|                            |              |               |             |                                          |

Door de kansloze nederlaag tegen koploper FC Oss kwamen de Heikanters lange tijd op grote afstand te liggen van de top, aangevoerd door de Brabanders.
|                            |                         |               |              |                                    |
| 27 november 2010 20:00 uur | FC Oss                  | 3 - 0 (1 - 0) | Achilles '29 | Stadion: Frans Heesen Stadion, Oss |
| 27 november 2010 20:00 uur | Black Moutawakil Güvenç | Verslag       |              | Stadion: Frans Heesen Stadion, Oss |
| 27 november 2010 20:00 uur |                         |               |              | Stadion: Frans Heesen Stadion, Oss |
| 27 november 2010 20:00 uur |                         |               |              | Stadion: Frans Heesen Stadion, Oss |
|                            |                         |               |              |                                    |

De wedstrijd tegen EVV stond eigenlijk gepland op 5 december, maar deze speelronde werd afgelast en opnieuw ingepland op 15 januari.
|                           |     |               |                    |                                        |
| 15 januari 2011 19:30 uur | EVV | 0 - 2 (0 - 0) | Achilles '29       | Stadion: Sportpark In De Bandert, Echt |
| 15 januari 2011 19:30 uur |     | Verslag       | T. Hendriks Rigter | Stadion: Sportpark In De Bandert, Echt |
| 15 januari 2011 19:30 uur |     |               |                    | Stadion: Sportpark In De Bandert, Echt |
| 15 januari 2011 19:30 uur |     |               |                    | Stadion: Sportpark In De Bandert, Echt |
|                           |     |               |                    |                                        |

|                            |                               |               |              |                                          |
| 12 december 2010 14:30 uur | Achilles '29                  | 5 - 1 (2 - 1) | FC Lienden   | Stadion: Sportpark De Heikant, Groesbeek |
| 12 december 2010 14:30 uur | Rigter Hol Rigter T. Hendriks | Verslag       | Van Loenhout | Stadion: Sportpark De Heikant, Groesbeek |
| 12 december 2010 14:30 uur |                               |               |              | Stadion: Sportpark De Heikant, Groesbeek |
| 12 december 2010 14:30 uur |                               |               |              | Stadion: Sportpark De Heikant, Groesbeek |
|                            |                               |               |              |                                          |

De wedstrijd tegen VV Gemert werd de zondag gespeeld, na de nipte uitschakeling in het KNVB bekertoernooi tegen RKC Waalwijk. Eric Meijers liet in een interview na de matige wedstrijd weten dat de focus daar dan ook nog op stond en daarom blij te zijn met de overwinning.
|                           |           |               |              |                                       |
| 23 januari 2011 14:30 uur | VV Gemert | 0 - 1 (0 - 1) | Achilles '29 | Stadion: Sportpark Molenbroek, Gemert |
| 23 januari 2011 14:30 uur |           | Verslag       | Hempenius    | Stadion: Sportpark Molenbroek, Gemert |
| 23 januari 2011 14:30 uur |           |               |              | Stadion: Sportpark Molenbroek, Gemert |
| 23 januari 2011 14:30 uur |           |               |              | Stadion: Sportpark Molenbroek, Gemert |
|                           |           |               |              |                                       |

De wedstrijd zou eigenlijk op 30 januari gespeeld worden, maar wegens het ongunstige weer werd de wedstrijd verplaatst naar 5 maart. In deze 30e speelronde ging overigens alleen de wedstrijd tussen Haaglandia en De Treffers door.
|                        |              |               |      |                                          |
| 5 maart 2011 16:00 uur | Achilles '29 | 0 - 0 (0 - 0) | VVSB | Stadion: Sportpark De Heikant, Groesbeek |
| 5 maart 2011 16:00 uur | Verslag      |               |      | Stadion: Sportpark De Heikant, Groesbeek |
| 5 maart 2011 16:00 uur |              |               |      | Stadion: Sportpark De Heikant, Groesbeek |
| 5 maart 2011 16:00 uur |              |               |      | Stadion: Sportpark De Heikant, Groesbeek |
|                        |              |               |      |                                          |

|                            |               |               |                                    |                                       |
| 13 februari 2011 14:30 uur | HVV Hollandia | 0 - 4 (0 - 3) | Achilles '29                       | Stadion: Sportpark Julianapark, Hoorn |
| 13 februari 2011 14:30 uur |               | Verslag       | Verhoeven (pen.) Rigter Hol Rigter | Stadion: Sportpark Julianapark, Hoorn |
| 13 februari 2011 14:30 uur |               |               |                                    | Stadion: Sportpark Julianapark, Hoorn |
| 13 februari 2011 14:30 uur |               |               |                                    | Stadion: Sportpark Julianapark, Hoorn |
|                            |               |               |                                    |                                       |

|                            |                     |               |                             |                                          |
| 20 februari 2011 14:30 uur | Achilles '29        | 2 - 0 (0 - 0) | Amsterdamsche Football Club | Stadion: Sportpark De Heikant, Groesbeek |
| 20 februari 2011 14:30 uur | Sanders T. Hendriks | Verslag       |                             | Stadion: Sportpark De Heikant, Groesbeek |
| 20 februari 2011 14:30 uur |                     |               |                             | Stadion: Sportpark De Heikant, Groesbeek |
| 20 februari 2011 14:30 uur |                     |               |                             | Stadion: Sportpark De Heikant, Groesbeek |
|                            |                     |               |                             |                                          |

Omdat de Heikanters voor de tweede keer op rij punten lieten liggen, leek het gat tussen de nummer twee en FC Oss onoverbrugbaar geworden. De enige manier voor de Groesbekers om nog enige kans te behouden op het kampioenschap is door alle volgende wedstrijden te winnen, maar dan moet FC Oss ook meerdere malen punten laten liggen. Aanvoerder Ivo Rigter raakte in deze wedstrijd overigens ernstig geblesseerd. Het zou nog een jaar duren voor hij zijn rentree maakte op het voetbalveld, er was zelfs nog even sprake van dat hij zou willen stoppen met voetbal.
|                         |                       |               |                     |                                            |
| 13 maart 2011 14:30 uur | JVC Cuijk             | 2 - 2 (1 - 0) | Achilles '29        | Stadion: Sportpark De Groenendijkse, Cuijk |
| 13 maart 2011 14:30 uur | El Allachi Van Zanten | Verslag       | T. Hendriks Goderie | Stadion: Sportpark De Groenendijkse, Cuijk |
| 13 maart 2011 14:30 uur |                       |               |                     | Stadion: Sportpark De Groenendijkse, Cuijk |
| 13 maart 2011 14:30 uur |                       |               |                     | Stadion: Sportpark De Groenendijkse, Cuijk |
|                         |                       |               |                     |                                            |

Djimmie van Putten maakte na 11 maanden blessureleed in de rust zijn rentree in het eerste, terwijl zijn broer Peter van Putten een hattrick wist te scoren en een assist wist te geven, wat hem de Man of the Match maakte. In de laatste minuut moesten zowel Thijs Hendriks als Guido van Sant met rood het veld verlaten
|                         |                               |               |                                                 |                                          |
| 20 maart 2011 14:30 uur | Achilles '29                  | 4 - 3 (3 - 3) | VV Baronie                                      | Stadion: Sportpark De Heikant, Groesbeek |
| 20 maart 2011 14:30 uur | P. Van Putten Hol T. Hendriks | Verslag       | Faria da Silva Vervoort T. Zschusschen Van Sant | Stadion: Sportpark De Heikant, Groesbeek |
| 20 maart 2011 14:30 uur |                               |               |                                                 | Stadion: Sportpark De Heikant, Groesbeek |
| 20 maart 2011 14:30 uur |                               |               |                                                 | Stadion: Sportpark De Heikant, Groesbeek |
|                         |                               |               |                                                 |                                          |

|                         |                        |               |              |                                            |
| 27 maart 2011 14:30 uur | Haaglandia/Sir Winston | 1 - 2 (0 - 0) | Achilles '29 | Stadion: Sportpark Prinses Irene, Rijswijk |
| 27 maart 2011 14:30 uur | Sensoy                 | Verslag       | Hol          | Stadion: Sportpark Prinses Irene, Rijswijk |
| 27 maart 2011 14:30 uur |                        |               |              | Stadion: Sportpark Prinses Irene, Rijswijk |
| 27 maart 2011 14:30 uur |                        |               |              | Stadion: Sportpark Prinses Irene, Rijswijk |
|                         |                        |               |              |                                            |

De wedstrijd tegen Dijkse Boys ging niet door, omdat deze op 12 november uit de competitie werden gehaald.
|                        |              |   |             |                                          |
| 3 april 2011 14:30 uur | Achilles '29 | - | Dijkse Boys | Stadion: Sportpark De Heikant, Groesbeek |
| 3 april 2011 14:30 uur |              |   |             | Stadion: Sportpark De Heikant, Groesbeek |
| 3 april 2011 14:30 uur |              |   |             | Stadion: Sportpark De Heikant, Groesbeek |
| 3 april 2011 14:30 uur |              |   |             | Stadion: Sportpark De Heikant, Groesbeek |
|                        |              |   |             |                                          |

|                         |            |               |                              |                                             |
| 10 april 2011 14:30 uur | Quick '20  | 0 - 3 (0 - 0) | Achilles '29                 | Stadion: Sportpark Vondersweijde, Oldenzaal |
| 10 april 2011 14:30 uur | Van Zetten | Verslag       | Van Straaten Hol T. Hendriks | Stadion: Sportpark Vondersweijde, Oldenzaal |
| 10 april 2011 14:30 uur |            |               |                              | Stadion: Sportpark Vondersweijde, Oldenzaal |
| 10 april 2011 14:30 uur |            |               |                              | Stadion: Sportpark Vondersweijde, Oldenzaal |
|                         |            |               |                              |                                             |

De wedstrijd tegen FC Hilversum was de grootste overwinning van het seizoen, mede hierdoor bleef Achilles in de race om het kampioenschap. Het was overigens de eerste wedstrijd met het nieuwe scorebord: een groot Led-scherm. Opvallend was dat Frank Hol drie keer wist te scoren, ondanks dat hij na 60 minuten geblesseerd het veld moest verlaten.
|                         |                                               |               |              |                                          |
| 17 april 2011 14:30 uur | Achilles '29                                  | 6 - 0 (2 - 0) | FC Hilversum | Stadion: Sportpark De Heikant, Groesbeek |
| 17 april 2011 14:30 uur | Hol T. Hendriks Hol D. Van Putten Van Haarlem | Verslag       |              | Stadion: Sportpark De Heikant, Groesbeek |
| 17 april 2011 14:30 uur |                                               |               |              | Stadion: Sportpark De Heikant, Groesbeek |
| 17 april 2011 14:30 uur |                                               |               |              | Stadion: Sportpark De Heikant, Groesbeek |
|                         |                                               |               |              |                                          |

|                      |                 |               |              |                                                |
| 1 mei 2011 14:00 uur | SV Argon        | 1 - 1 (1 - 0) | Achilles '29 | Stadion: Gem. Sportpark de Hoofdweg, Mijdrecht |
| 1 mei 2011 14:00 uur | Patrick De Haer |               | Van Straaten | Stadion: Gem. Sportpark de Hoofdweg, Mijdrecht |
| 1 mei 2011 14:00 uur |                 |               |              | Stadion: Gem. Sportpark de Hoofdweg, Mijdrecht |
| 1 mei 2011 14:00 uur |                 |               |              | Stadion: Gem. Sportpark de Hoofdweg, Mijdrecht |
|                      |                 |               |              |                                                |

Op de één-na-laatste speelronde stond de derby tegen De Treffers op het programma. Als er gewonnen werd en FC Oss zou puntverlies lijden, dan kon Achilles '29 in de laatste ronde een beslissingswedstrijd afdwingen (in geval van gelijkspel bij FC Oss) of kampioen worden (in geval van verlies voor FC Oss) in een direct duel met de Brabanders. Oss speelde gelijk en de Heikanters wonnen de derby door een afstandsschot van Daniël van Straaten. In de laatste minuut kreeg sleutelspeler Gradus Hempenius een rode kaart, waardoor hij zowel de wedstrijd tegen De Treffers om de Districtsbeker als de laatste wedstrijd tegen FC Oss zou missen. Omdat Achilles '29 echter in beroep ging, liep dit beroep tijdens deze wedstrijden, waardoor hij wel mee mocht spelen.
|                      |             |               |                        |                                    |
| 8 mei 2011 14:30 uur | De Treffers | 0 - 1 (0 - 1) | Achilles '29           | Stadion: Sportpark Zuid, Groesbeek |
| 8 mei 2011 14:30 uur |             | Verslag       | Van Straaten Hempenius | Stadion: Sportpark Zuid, Groesbeek |
| 8 mei 2011 14:30 uur |             |               |                        | Stadion: Sportpark Zuid, Groesbeek |
| 8 mei 2011 14:30 uur |             |               |                        | Stadion: Sportpark Zuid, Groesbeek |
|                      |             |               |                        |                                    |

Op de laatste speeldag werd de Topklasse Zondag pas beslist: koploper FC Oss kwam op bezoek bij laatste achtervolger Achilles '29. Als de Brabanders zouden winnen of gelijkspelen, waren zij kampioen, maar als de Groesbekers wisten te winnen werd er een beslissingswedstrijd gespeeld om de kampioen aan te wijzen, aangezien in de Topklasse het doelsaldo niet doorslaggevend is voor het kampioenschap. De wedstrijd werd door FC Oss met 2-0 gewonnen, waardoor ze na één seizoen konden terugkeren naar de Jupiler League.
|                       |              |               |                         |                                          |
| 15 mei 2011 14:30 uur | Achilles '29 | 0 - 2 (0 - 1) | FC Oss                  | Stadion: Sportpark De Heikant, Groesbeek |
| 15 mei 2011 14:30 uur |              | Verslag       | Black Moutawakil Galatà | Stadion: Sportpark De Heikant, Groesbeek |
| 15 mei 2011 14:30 uur |              |               |                         | Stadion: Sportpark De Heikant, Groesbeek |
| 15 mei 2011 14:30 uur |              |               |                         | Stadion: Sportpark De Heikant, Groesbeek |
|                       |              |               |                         |                                          |

### Stand
Hieronder staat de eindstand in de Topklasse Zondag na 30 speelrondes.
| #   | Club           | P  | GS | W  | G  | V  | DV | DT | DS  | Resultaat                                      |
| --- | -------------- | -- | -- | -- | -- | -- | -- | -- | --- | ---------------------------------------------- |
| 1.  | 0FC Oss        | 59 | 28 | 16 | 11 | 1  | 49 | 23 | 26  | 0Kampioen Topklasse Zondag0                    |
| 2.  | 0Achilles '29  | 53 | 28 | 15 | 8  | 5  | 52 | 25 | 27  | 0Lijfsbehoud0                                  |
| 3.  | 0SV Argon      | 47 | 28 | 14 | 5  | 9  | 38 | 34 | 4   | 0Lijfsbehoud0                                  |
| 4.  | 0AFC           | 45 | 28 | 13 | 6  | 9  | 59 | 45 | 14  | 0Lijfsbehoud0                                  |
| 5.  | 0De Treffers   | 45 | 28 | 13 | 6  | 9  | 39 | 39 | 0   | 0Lijfsbehoud0                                  |
| 6.  | 0JVC Cuijk     | 41 | 28 | 11 | 8  | 9  | 47 | 48 | −1  | 0Lijfsbehoud0                                  |
| 7.  | 0Haaglandia    | 40 | 28 | 11 | 7  | 10 | 58 | 43 | 15  | 0Lijfsbehoud0                                  |
| 8.  | 0Quick '20     | 39 | 28 | 11 | 6  | 11 | 46 | 43 | 3   | 0Lijfsbehoud0                                  |
| 9.  | 0EVV           | 37 | 28 | 10 | 7  | 11 | 34 | 32 | 2   | 0Lijfsbehoud0                                  |
| 10. | 0FC Lienden    | 37 | 28 | 11 | 4  | 3  | 50 | 58 | −8  | 0Lijfsbehoud0                                  |
| 11. | 0VVSB          | 32 | 28 | 9  | 5  | 14 | 34 | 48 | −14 | 0Lijfsbehoud0                                  |
| 12. | 0HVV Hollandia | 31 | 28 | 7  | 10 | 11 | 26 | 34 | −8  | 0Lijfsbehoud0                                  |
| 13. | 0FC Hilversum  | 31 | 28 | 7  | 10 | 11 | 30 | 43 | −13 | 0Promotie-/degradatiewedstrijden0              |
| 14. | 0VV Gemert     | 25 | 28 | 6  | 7  | 24 | 43 | 60 | −19 | 0Rechtstreekse degradatie0 Hoofdklasse Zondag0 |
| 15. | 0VV Baronie    | 15 | 28 | 3  | 6  | 19 | 32 | 60 | −28 | 0Rechtstreekse degradatie0 Hoofdklasse Zondag0 |
| -.  | 0Dijkse Boys 1 | -  | -  | -  | -  | -  | -  | -  | -   | 0Rechtstreekse degradatie0 Hoofdklasse Zondag0 |

1 Dijkse Boys werd op 12 november door de KNVB uit de competitie gehaald vanwege financiële problemen. Alle wedstrijden die al gespeeld waren tegen Dijkse Boys werden geschrapt.
Hieronder staat de stand en aantal punten van Achilles '29 per speelronde weergegeven.
| Speelronde              | 1 | 2  | 3  | 4  | 5  | 6  | 7  | 8  | 9  | 101 | 11 | 12 | 132 | 14 | 15 | 163 | 17 | 163 | 18 | 194 | 20 | 21 | 132 | 194 | 22 | 23 | 24 | 251 | 26 | 27 | 28 | 29 | 30 | Eindstand |
| ----------------------- | - | -- | -- | -- | -- | -- | -- | -- | -- | --- | -- | -- | --- | -- | -- | --- | -- | --- | -- | --- | -- | -- | --- | --- | -- | -- | -- | --- | -- | -- | -- | -- | -- | --------- |
| Punten in de speelronde | 0 | 03 | 01 | 03 | 3  | 0  | 1  | 1  | 0  | (-) | 3  | 1  | (-) | 1  | 0  | (-) | 3  | 3   | 3  | (-) | 3  | 3  | 3   | 1   | 1  | 3  | 3  | (-) | 3  | 3  | 1  | 3  | 0  | Eindstand |
| Puntentotaal            | 0 | 03 | 04 | 07 | 10 | 10 | 11 | 12 | 12 | 12  | 15 | 16 | 16  | 17 | 17 | 17  | 20 | 23  | 26 | 26  | 29 | 32 | 35  | 36  | 37 | 40 | 43 | 43  | 46 | 49 | 50 | 53 | 53 | 53        |

1 Dijkse Boys werd op 12 november uit de competitie gehaald. De wedstrijden uit de speelronden 10 en 25 telden dus niet mee voor het klassement.
2 De wedstrijd tegen SV Argon werd verzet naar 27 februari wegens ongunstige weersomstandigheden op de oorspronkelijke speeldatum, 14 november.
3 De wedstrijd tegen EVV werd afgelast en verplaatst naar 15 januari.
4 De wedstrijd tegen VVSB werd afgelast en ingehaald op 5 maart.